# Mimudea batchelorella
Mimudea batchelorella là một loài bướm đêm trong họ Crambidae.